# Lissonota jaei
Lissonota jaei là một loài tò vò trong họ Ichneumonidae.